# Klosterstern
Klosterstern – stacja metra hamburskiego na linii U1. Stacja została otwarta 2 czerwca 1929. Stacja znajduje się częściowo na łuku. Została zaprojektowana przez architekta Waltera Puritza. 

## Położenie
Centralny peron stacji metra znajduje się na poziomie -2 i rozciąga się w przybliżeniu w kierunku północ-południe, pod rondem o tej samej nazwie. Po południowej stronie znajduje się jedno wyjście, które znajduje się na zachodniej stronie Rothenbaumchaussee. Północne wyjście jest znacznie większe i składa się z dwóch części umiejscowionych po obu stronach ulicy Eppendorfer Baum.
Stacja ta jest nadal uważana jako jednego z niewielu przedwojennych stacji metra w Hamburgu w architektonicznie oryginalnym stanie. W latach 80 została starannie odrestaurowana.